# Chaetonychia cymosa
Chaetonychia cymosa är en nejlikväxtart som först beskrevs av Carl von Linné, och fick sitt nu gällande namn av Robert Sweet. Chaetonychia cymosa ingår i släktet Chaetonychia och familjen nejlikväxter. Inga underarter finns listade i Catalogue of Life.